# Bovezzo
Bovezzo ist eine norditalienische Gemeinde (comune) mit 7319 Einwohnern (Stand 31. Dezember 2023) in der Provinz Brescia in der Lombardei. Die Gemeinde liegt etwa 6 Kilometer nordnordöstlich von Brescia im Valle Trompia.

## Geschichte
Die ursprüngliche lateinische Bezeichnung Buetium deutet auf eine alte Besiedlung hin. Tatsächlich deuten zahlreiche Funde bereits auf eine Besiedlung in der späten Bronzezeit hin. Die eigentliche Ortschaft Bovezzo hat einen mittelalterlichen Ursprung. Bis zur Eroberung durch Napoleon wurde die Siedlung in der Renaissance durch die Republik Venedig beherrscht.
Die Accademia Musicale Giovanni Gabrieli hat ihren Sitz hier seit 1979.